# Зинченко, Василий Иванович
Василий Иванович Зинченко (26 октября 1924, Вербки, Семёновский район — 22 августа 2009, Ялта, АР Крым) — советский и украинский виноградарь и винодел, учёный-энолог, доктор технических наук (1988), профессор (1990). Ведущий, позднее главный научный сотрудник института «Магарач». Лауреат Государственной премии Украины в области науки и техники (1992), «Заслуженный деятель науки и техники Украины» (1995).

## Биография
Родился 26 октября 1924 года в селе Вербки Семеновского района ныне Полтавской области. Закончил в 1949 году Одесский сельско-хозяйственный институт. Трудился на производстве в Закарпатской области. В 1952—1955 годах — государственный инспектор по качеству вин Министерства пищевой промышленности СССР. В 1956—1959 годах главный инженер и директор Береговского винзавода. С 1959 года — в аспирантуре в Институте винограда и вина «Магарач» (Ялта); научный руководитель Н. С. Охременко. Защитил кандидатскую диссертацию. В 1965—1975 годах — заведующий кафедрой виноделия Кишинёвского политехнического института. Награждён нагрудным знаком «Изобретатель СССР». С 1975 года снова в институте «Магарач» — заведующий отделом стабилизации и нормирования, с 1987 года — ведущий научный сотрудник института «Магарач», с 1989 года — главный научный сотрудник. С 1999 года на пенсии. В 2004—2009 годах — консультант агрофирмы «Магарач».
Эксперт-дегустатор. Доктор технических наук (1988), профессор (1990). «Заслуженный деятель науки и техники Украины» України (1995). Государственной премией Украины в области науки и техники (1992), действительный член Крымской академии наук.
Скончался 22 августа 2009 года в Ялте.

## Научная деятельность
Научные исследования в области технологического значения в производстве полисахаридов винограда и вина, технологии переработки винограда, производства виноматериалов, стабилизации вин. Обосновал теоретические основы и режимы поточной технологии обработки виноматериалов и соков с использованием неорганических природных и синтетических селективных сорбентов, органических материалов и ферментов.
Издал более 350 научных работ, имеет 25 авторских свидетельств, 11 патентов. Подготовил 13 кандидатов и 2 докторов наук.

## Избранная библиография
- Применение цитолитического ферментного препарата в виноделии. Кишинев, 1975;
- Полисахариды винограда и вина. Москва, 1978; Стабилизация виноградных вин. Москва, 1987 (в соавторстве);
- Исследование причин помутнения игристого вина «Новый Свет» с целью возобновления его экспорта // Виноградарство и виноделие. 1995. № 3 (в соавторстве);
- Обробка виноматеріалів вітчизняними препаратами діоксиду кремнію // Виноград. Вино. 2009. № 2.